# だっこしてぎゅっ! 〜オレの嫁は抱き枕〜
『だっこしてぎゅっ! 〜オレの嫁は抱き枕〜』（だっこしてぎゅっ！ オレのよめはだきまくら）は、2009年9月18日にTactics*Latte（タクティクス*ラテ）より発売されたアダルトゲームである。

## 概要
Tacticsのサブブランドとして2009年に設立された2つのうちの1つ、「Tactics*Latte」のデビュー作。抱き枕をテーマとした作品である。
本作には、本作登場の嫁（抱き枕）がプリントされた抱き枕カバーがついた「嫁と添い寝セット」版が設けられていたほか、生産余剰分は単独でも販売されていた。

## あらすじ
主人公の暮里夕弥（くれさとゆうや）は、茨森学園（いばらもりがくえん）の帰宅部部員。抱き枕をこよなく愛する抱き枕er（ダキマクラー）であった。部屋はゲームヒロインがプリントされた抱き枕（主人公は嫁と呼んでいる）で埋め尽くされており、毎朝多数の抱き枕に囲まれて起きるという、擬似ハーレム状態で過ごしていた。
ある日の放課後、学園の廊下で女の子に声を掛けられる。彼女は安眠促進枕研究部（以下マクラ研）の部長で、マクラ研への入部と、新規開発した抱き枕のモニターを頼んでくる。その抱き枕には萌え絵の女の子、灯（あかり）がプリントされており、灯が夢の中に登場するというハイテク抱き枕であった。そんな経緯からハイテク抱き枕を得ることとなった主人公は、灯の現れる夢の世界へと入っていく。

## ハイテク抱き枕
本作に登場するハイテク抱き枕は、学園のマクラ研部長のとばりが開発したものである。
本来ランダムに発生するPGO波（レム睡眠時に発生する鋸波状の脳波）を外部から刺激することによって、夢の方向性をコントロールするという原理とされている。夢の中に登場する際の少女の初期の性格、経験、能力は設定に依存しており、能力については過去に経験のない場合は少女本人にすら可能であるかどうかが判らないとされている。例えば、過去に水泳の経験がない場合でも、水泳が得意だという設定がされていれば泳ぐことは可能であるが、その場にならないと少女自身泳ぐことが可能であるかどうかは不明である。また、設定されていれば、空を飛ぶことすら可能である。性格、経験、能力はいずれも、夢の中でのやりとりや行動の結果として、普通の人間と同じように変化・成長していくことになる。
上記の装置は抱き枕の本体に埋め込まれており、その装置はマクラ研の部室に設置された機械とも無線接続しているため、ハイテク抱き枕で寝た者同士は共通の夢世界を体験することができるようになっている。
抱き枕の枕カバーには少女の姿がプリントされているが、これは使用者の脳内に少女のイメージを刷り込んでおくことで、夢のコントロールを確実にすることが主目的である。なおこの枕カバーを洗濯機にかけると、プリントされている女の子が目を回している絵柄に変化するようになっているなど、枕カバー自体も技術的に凝った作りとなっている。なお萌え抱き枕のお約束通り（正確には部員Aによる入れ知恵）、片方の面には脱衣した少女が描かれているが、配線などはその面に集中しているらしく、とばりは夕弥に「カバーに変な液体をかけるような行為」は慎むように釘を刺しており、また公式ホームページでも、「夢世界で液体を出す行為」に怒りをあらわにしている。

## 登場キャラクター

### メインキャラクター
暮里夕弥（くれさとゆうや）
抱き枕をこよなく愛する抱き枕er。但し、自身の趣味が普通でないという自覚を持っており、同居の母親や友人にも内緒にしている。
マクラ研の部長とばりから、灯のモニターを頼まれるところから物語は始まる。
灯（あかり）
声：茶谷やすら
誕生日（完成日）：4月3日、身長：158cm（枕サイズ：1600mm×500mm）、羽毛入り
抱き枕2号。主人公の1歳下にあたる。桃色のロングヘアの少女。
知らない純粋無垢な少女として設定されており、世間知らずなところがかなりある。好奇心旺盛な性格。
枕子（まくらこ）
声：みる
誕生日（完成日）：12月24日、身長：151cm（枕サイズ：1600mm×500mm）、ポリエチレン製
抱き枕1号。金髪ツインテールの高飛車な性格で、いわゆる小悪魔系。貧乳。
とばり曰くの素材に高反発の素材を使用したために、性格まで高反発になってしまったという。お蔵入りとするつもりであったが、夕弥が食い下がって使わせてもらうこととなった。
性に関する知識はやや偏ったところがあり、実体験がないために随所を間違えているという、いわゆる耳年増である。それが故、夕弥でいろいろと性的なことを試そうとする。
蛍（ほたる）
声：豊多のあ
誕生日（完成日）：6月10日、身長：167cm（枕サイズ：1600mm×500mm）、ウレタン製
抱き枕3号。後発の抱き枕であるが、設定上は主人公の1歳上にあたる。青髪のロングヘアで、いわゆるお姉さんタイプ。
運動は比較的何でもこなせる上、大胆な性格。ことあるごとに夕弥をからかっては楽しんでいる。後発の抱き枕であるが故、精神的には一番安定している。
茨森とばり（いばらもり -）
声：民安ともえ
誕生日：10月27日、血液型：AB型、身長：142cm、体重：34kg
茨森学園3年。安眠促進枕研究部、通称マクラ研の部長。常に白衣を身に着けており、眼鏡や怪しい装備をまとった、マッドサイエンティスト系の少女。
話口調はやや堅苦しい。
妹のこよいを溺愛しており、枕を研究している理由も、病弱な妹が元気に過ごせる夢の世界を作り出すことである。
なお、学園の名前と同じ苗字を持つことからも判るように、学園創立者の曽孫、学園理事長の娘である。マクラ研の部費も、関連企業である茨森財団から出ている。
茨森こよい（いばらもり -）
声：井村屋ほのか
誕生日：3月3日、血液型：AB型、身長：148cm、体重：36kg
茨森学園1年。とばり妹。病弱ゆえ、学園生活のほとんどをマクラ研の部室のベッドで過ごしている。

### サブキャラクター
モル
声：宮沢ゆあな
愛称であり、実際の名前はモルフェウス。夢の世界に行きたいというこよいの言葉を受けて、とばりが開発した猫の抱きぐるみであり、こよいが夢の世界を楽しむにあたっての案内猫として行動する。なお、夢の中では浮遊する能力を持っている。
マクラ研部員A
声：なし
茨森学園2年。マクラ研の部員。根っからの抱き枕er。抱き枕は抱き枕であるからこそ素晴らしく、それが現実の女になるのは邪道という信念を持っている。それがため、ハイテク抱き枕のモニターには不適とされた。また、主人公が抱き枕を隣町で購入するのを彼が目撃したことで、主人公にモニターの声が掛かることとなった。
作中で名前は示されていないが、登場するたびに抱き枕のことを語り続けるために名前を聞く機会がないだけであって、名もなき脇役という扱いではなく、比較的要な立場のにいる

## システム
システムは、一般的な選択肢型のアドベンチャーゲームとなっている。Tactics系列ではシナリオエンジンにはLC-ScriptEngineが用いられることが多いが、本作には採用されておらず、独自エンジンと言える。演出上は、驚いた場面を中心に、漫画の一コマのようなものも見られる。

## スタッフ
- シナリオ：西ノ宮勇希、小沢裕樹
- 原画：神剣桜花、くわだゆうき
- 音楽
  - 主題歌「だっこしてぎゅっ! 〜汝、隣の枕（よめ）を愛せ」
    - 作詞・作曲：柏木るざりん（Loser Kashiwagi）
    - 歌：民安ともえ